# Centrale hydro-éolienne d'El Hierro
La centrale hydro-éolienne d'El Hierro est la première centrale de production d'électricité qui associe des aérogénérateurs, une usine de dessalement, des retenues hydrauliques pour le stockage et des générateurs hydroélectriques. Elle se situe sur l'île d'El Hierro, la plus petite avec moins de 300 km2, au sein de l'archipel des Canaries.

## Présentation et originalité technique
La centrale hydro-éolienne d'El Hierro, inaugurée le 27 juin 2014, a été conçue pour assurer l'autonomie énergétique de l'île et de ses 11 000 habitants dont 8 000 permanents.
Elle se substitue en partie à la centrale thermique à fioul lourd. Ce projet doit permettre à terme d'éviter l'importation d'environ 6 000 tep destinées à la production d'électricité, tout en  évitant l'émission de 18 000 t de CO2 chaque année.
Le parc éolien est conçu pour fournir une puissance crête de 11,5 MW grâce à cinq éoliennes ENERCON E-70 de la catégorie de 2,3 MW, mesurant chacune 64 m de hauteur. L'énergie non consommée par la demande insulaire permet, grâce à un système de pompage, d'acheminer l'eau d'un réservoir inférieur de 150 000 m3 situé au niveau de la mer jusqu'à un réservoir supérieur situé à près de 700 m d'altitude. En cas d'absence de vent, l'eau du réservoir supérieur permet d'alimenter quatre turbines hydrauliques d'une puissance totale de 11,3 MW. En aval, l'eau est recueillie dans le réservoir inférieur. Le réservoir supérieur se comporte comme une batterie, en stockant l'énergie hydraulique. Ce dispositif est dénommé station de pompage-turbinage. El Hierro est la première station marine de pompage-turbinage qui utilise de l'eau douce. La station de pompage-turbinage de l'île d'Okinawa au Japon est de conception proche mais fonctionne à l'eau de mer, l'océan constituant son réservoir inférieur. Elle fournit environ 2 % de la consommation électrique insulaire.
La mise en service de la centrale hydro-électrique, prévue initialement début 2013, a finalement eu lieu durant l'été 2014, après une phase d'essai débutée en février 2014, alors que le parc éolien était achevé depuis fin 2012. Le 9 aout 2015, pendant deux heures, la totalité de la production électrique de l'ile est assurée par l'installation.

## Genèse et originalité institutionnelle
Tomás Padrón, ingénieur en électricité et cadre sur El Hierro de la société d'électricité espagnole Unelco-Endesa, est à l'origine du projet. Il souhaitait surmonter les pénuries d'eau douce qui nécessitaient trois usines de dessalement d'eau de mer, fortement consommatrices d'énergie, sur une terre totalement dépendante à cet égard de l'importation de fioul lourd, un combustible à la fois coûteux et polluant.
Le projet fut conçu dans ses grandes lignes dès 1979, était prêt en 1986 mais il ne trouvait que peu de soutiens institutionnels jusqu'à celui de Loyola de Palacio, commissaire européen à l'Énergie au début des années 2000. Le financement fut bouclé fin 2006 et les travaux démarrèrent début 2007. Le coût total, de l'ordre de 25 millions d'euros au début du projet, a glissé jusqu'à plus de 80 millions d'euros. Toutefois c'est un prototype - appelé à se diffuser sur le plan mondial, selon l'Unesco -, et la crise économique espagnole - très forte aux Canaries et c'est la dernière terre de l'archipel -, s'est doublée d'une crise sismique et volcanique sur El Hierro en 2011 et 2012. L'État espagnol s'est engagé jusqu'à la hauteur de 35 millions, faisant d'El Hierro une de ses vitrines vers la transition énergétique.[citation nécessaire] En Espagne, l'éolien est devenu depuis 2013 la première source de production d'électricité et les énergies renouvelables couvrent plus de 42 % de la demande d'électricité.
La société mixte chargée de la conception de la centrale depuis 2004 puis de sa construction et maintenant de sa gestion s'appelle Gorona del Viento.[citation nécessaire] C'est pratiquement une régie insulaire de l'électricité où les intérêts de l'île pèsent 60 %, ceux de la Région des Canaries 10 % et ceux de la compagnie privée d'électricité espagnole Endesa 30 %.[citation nécessaire] Il a fallu lutter pour obtenir ce partage pour une gouvernance en large partie auto-gestionnaire. Endesa a accepté le marché mettant en avant son implication dans les énergies renouvelables, sans effet de serre, et dans le volet de la mobilité électrique.[citation nécessaire] Le Bulletin Officiel espagnol a publié un décret spécifique pour la gestion de Gorona del Viento le 25 septembre 2013, un préalable au démarrage de ses services.

## Résultats techniques
La centrale hydro-éolienne de Gorona del Viento a commencé à produire en régime de croisière en juin 2015.
En résumé les résultats obtenus sont les suivants :
- année 2015 (deuxième semestre) : EnR 30,7 % contre 69,3 % d'énergie fossile[9] ;
- année 2016 : EnR 41 % contre 59 % d'énergie fossile[10] ;
- année 2017 : EnR 46,5 % contre 53,5 % d'énergie fossile[11] ;
- année 2018 : EnR 56,5 % contre 43,5 % d'énergie fossile (fioul[12]),[13] ;
- année 2019 : EnR 54 % contre 46 % d'énergie fossile (fioul[14]) ;
- année 2020 : EnR 45,2 % contre 54,8 % d'énergie fossile (fioul[14]).

Selon le site danois ElectricityMap, l'intensité carbone de l'énergie produite sur El Hierro est supérieure la plupart du temps à 100 gCO2éq/kWh. Le 24 septembre 2018, en pleine période de pannes de vent, elle atteignit 337 gCO2éq/kWh à 11 h, ce qui est bien supérieur au bilan français (63 gCO2éq/kWh). Cela est dû au caractère intermittent de l'énergie éolienne qui est suppléé en partie par l'hydraulique mais aussi par une centrale au fioul afin d'assurer la continuité de la production d'électricité.
La centrale consomme 50 400 m3 d'eau douce par an, soit 1 % de la consommation d'eau totale de l'île, à cause de l'évaporation dans les bassins de rétention[Pas dans la source].

### Sources et bibliographie
- « El Hierro, une île pilote dans la lutte contre la pollution atmosphérique », sur www.omniscience.fr, Omniscience, 20 mars 2007 (consulté le 7 janvier 2013)
- (es) Antonio Arroyo, « Hierro verde », Paradores, no 9,‎ été 2009, p. 60-61
- (en) Carlos Rubio, « A blueprint for green », sur www.thenational.ae, The National (émirat d'Abou Dabi), 5 septembre 2009 (consulté le 7 janvier 2013)
- Olivier Daniélo, « El Hierro, l'île électrique », Systèmes solaires, no 201,‎ janvier-février 2011, p. 88 à 97
- « El Hierro, futur Eldorado », sur www.marcelgreen.com, Les Choses Vertes, 22 mars 2011 (consulté le 7 janvier 2013)
- « El Hierro, l'île dans le vent », Le Monde,‎ 5 avril 2011, p. 18 (ISSN 0395-2037)
- Corinne Moutout (texte) et Benjamin Bechet (photos), « El Hierro, l'île 100 % durable », GEO,‎ janvier 2013, p. 40-49 (ISSN 0220-8245)
- Alain Gioda (texte) et al. (texte), « El Hierro : l'île écologique modèle ? », Pour la Science, no 425,‎ mars 2013, p. 52-57 (lire en ligne)
- (es) Tomas Padron (texte), « La central hidroéolica de El Hierro 'Garoé XXI' », Diario de Avisos, 9 décembre 2013
- Jean-Luc Goudet, « À El Hierro, les 100 % d’énergies renouvelables deviennent réalité », sur futura-sciences.com, Futura-Sciences, 11 août 2015 (consulté le 25 décembre 2015)
- Sandy Dauphin, « El-Hierro une ile dans le vent », Interception,‎ 20 septembre 2015 (lire en ligne)
- Les îles du futur | ARTE › Sciences › Environnement et nature